# يوسف رضا الكيلاني
يوسف رضا الكيلاني (بالأردية: يوسف رضا گيلاني) (مواليد 9 يونيو 1950)، رئيس وزراء باكستان السابق وزعيم باكستاني في حزب الشعب الباكستاني ورئيس سابق لمجلس النواب ورئيس سابق للجمعية الوطنية الباكستانية.

## نشأته وعائلته
ولد في كراتشي، وتعود أصول عائلته إلى العراق وتحديدا بغداد من ذرية عبد القادر الجيلاني، وكان والده نائبًا في خمسينيات القرن العشرين. حصل كيلاني على دبلوم الصحافة في الثمانينات. وهو أب لخمسة أبناء أكبرهم «'عبد القادر» .

## السياسة
انضم يوسف رضا الكيلاني عام 1988 إلى حزب الشعب الباكستاني ثم أصبح وزيراً للصحة ووزيراً للإسكان في حكومة بنازير بوتو في الفترة 1988 حتى 1990 ثم أصبح رئيسا للجمعية الوطنية في حكومة بنازير بوتو الثانية من 1993 إلى 1996.
اتهمه برويز مشرف عام 1999 بالفساد، ومضمون التهم الموجة له أنه قام بمنح وظائف حكومية إلى 350 شخصا دون مراعاة القواعد المتبعة وبارتكاب تجاوزات في استخدام سيارات وهواتف الوظيفة، ويؤكد حزب الشعب الباكستاني ان هذه الاعتقالات سياسية الدوافع، فسجن خمس سنوات تعرف خلالها على آصف علي زرداري، واستغل سنوات السجن الخمس ليصبح كاتبا، حيث تمكن من تأليف كتابه «صوت من زنزانة يوسف»، ثم خرج بصفقة عفو بين مشرف وبوتو، حيث عادت الأخيرة إلى باكستان بعد نفيها وذلك في أكتوبر 2007. وبعد اغتيال بوتو واجراء انتخابات نيابية فاز بها حزب بوتو وحصوله مع الأحزاب الحليفة على أغلبية أعضاء البرلمان اختير في 23 مارس 2008 ليكون رئيسا للوزراء في باكستان. وتم التصويت على انتخابه رئيساً للوزراء في 24 مارس 2008. في 26 أبريل 2012 أدانت المحكمة العليا الباكستانية يوسف رضا جيلاني بتهمة ازدراء المحكمة لرفضه فتح تحقيق بحق الرئيس آصف علي زرداري بتهمة الفساد. فأصبح عندئذ أول رئيس وزراء باكستاني تتم إدانته أثناء توليه المنصب. وفي 19 يونيو 2012 تم إقالته عن منصبه بأمر من المحكمة العليا الباكستانية. تولى بعده راجه برويز أشرف منصب رئيس الوزراء.

## روابط خارجية
- يوسف رضا الكيلاني على موقع الموسوعة البريطانية (الإنجليزية)
- يوسف رضا الكيلاني على موقع مونزينجر (الألمانية)